# District de Wujiang (Suzhou)
Pour les articles homonymes, voir Wujiang (homonymie).
Le district de Wujiang (吴江区 ; pinyin : Wújiāng Qū) est une subdivision administrative de la province du Jiangsu en Chine. Il est placé sous la juridiction de la ville-préfecture de Suzhou.

## Démographie
La population du district était de 771 085 habitants en 1999.